# St. Kilian (Scheßlitz)

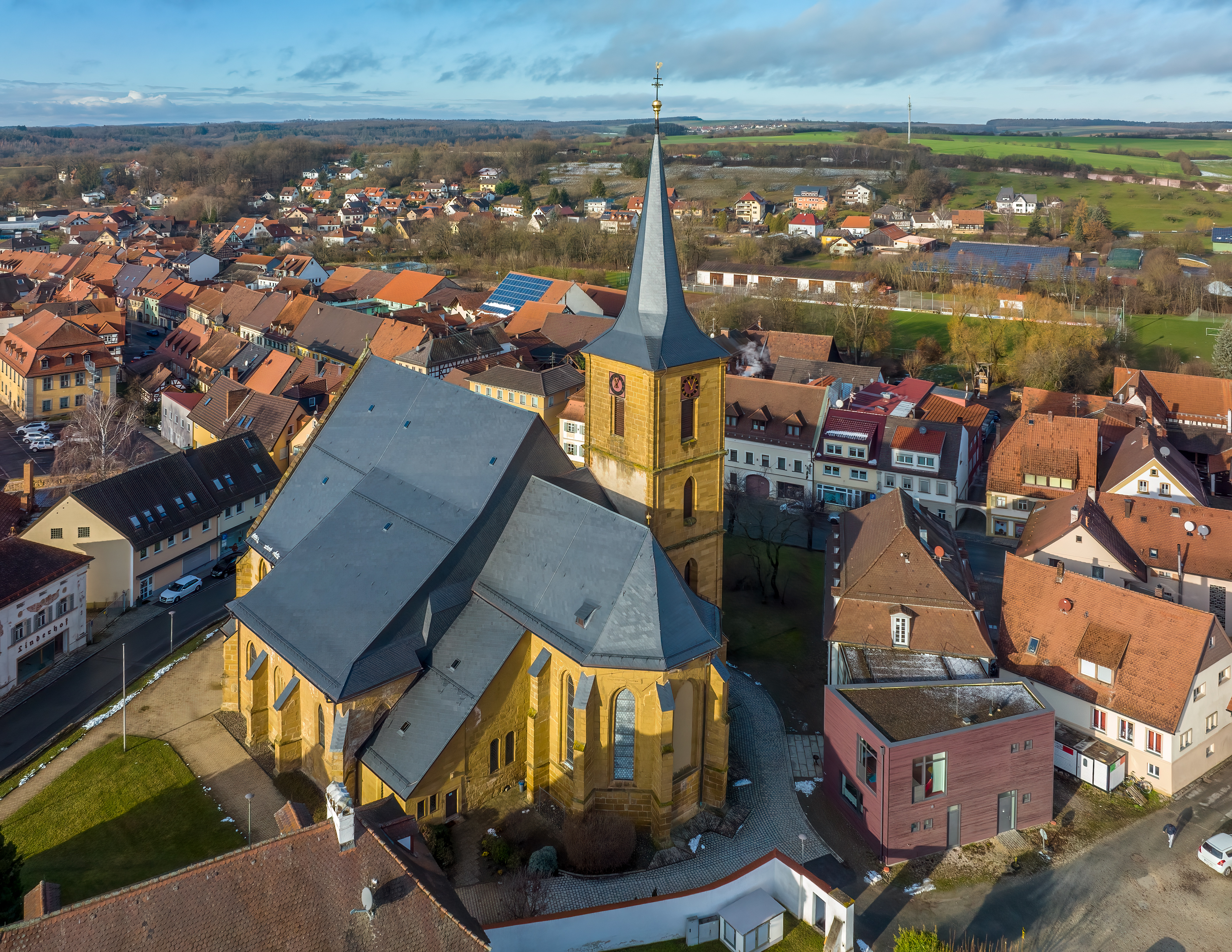
St. Kilian (Schesslitz)

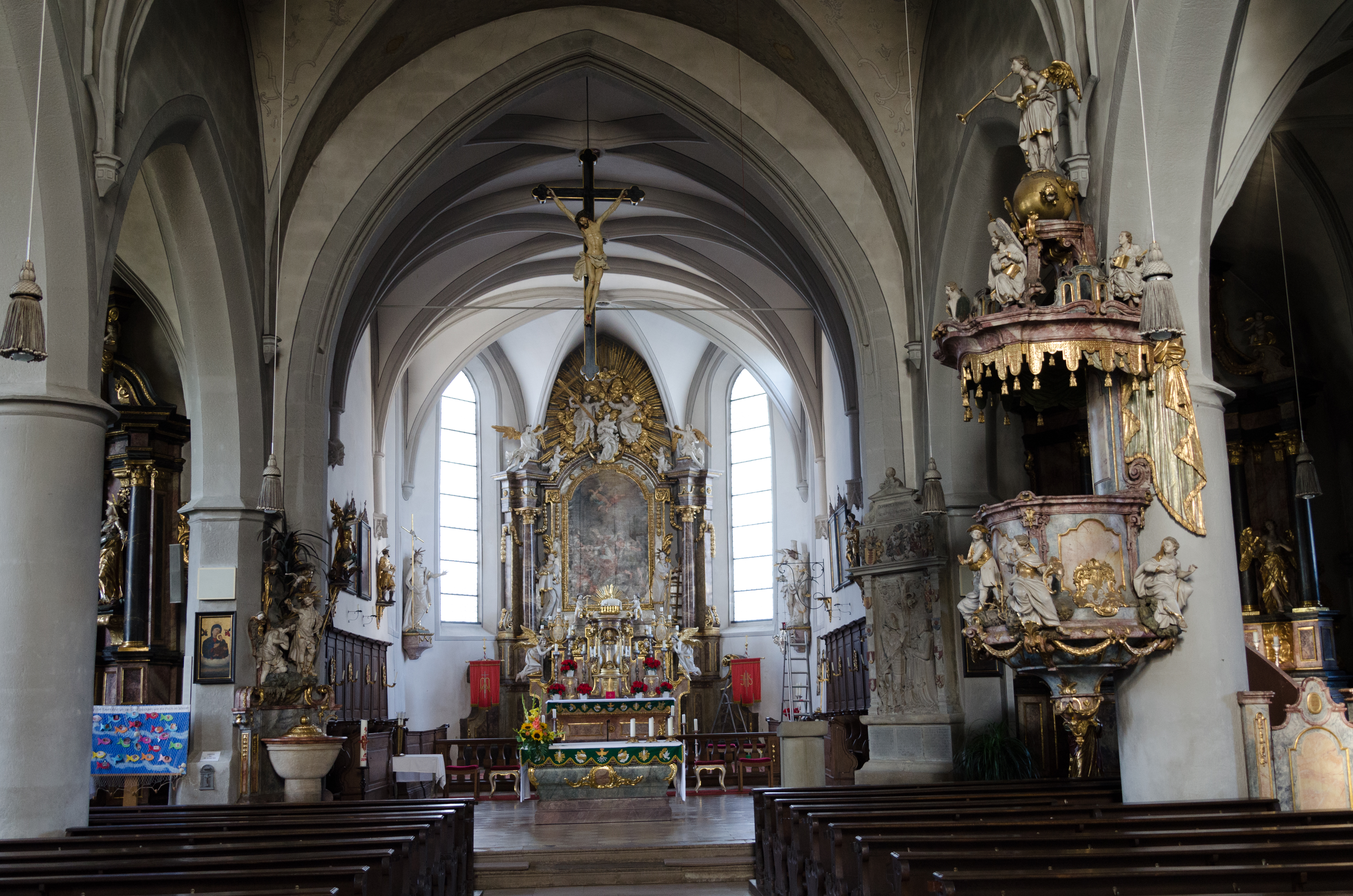
Innenansicht

Gewölbe im Langhaus

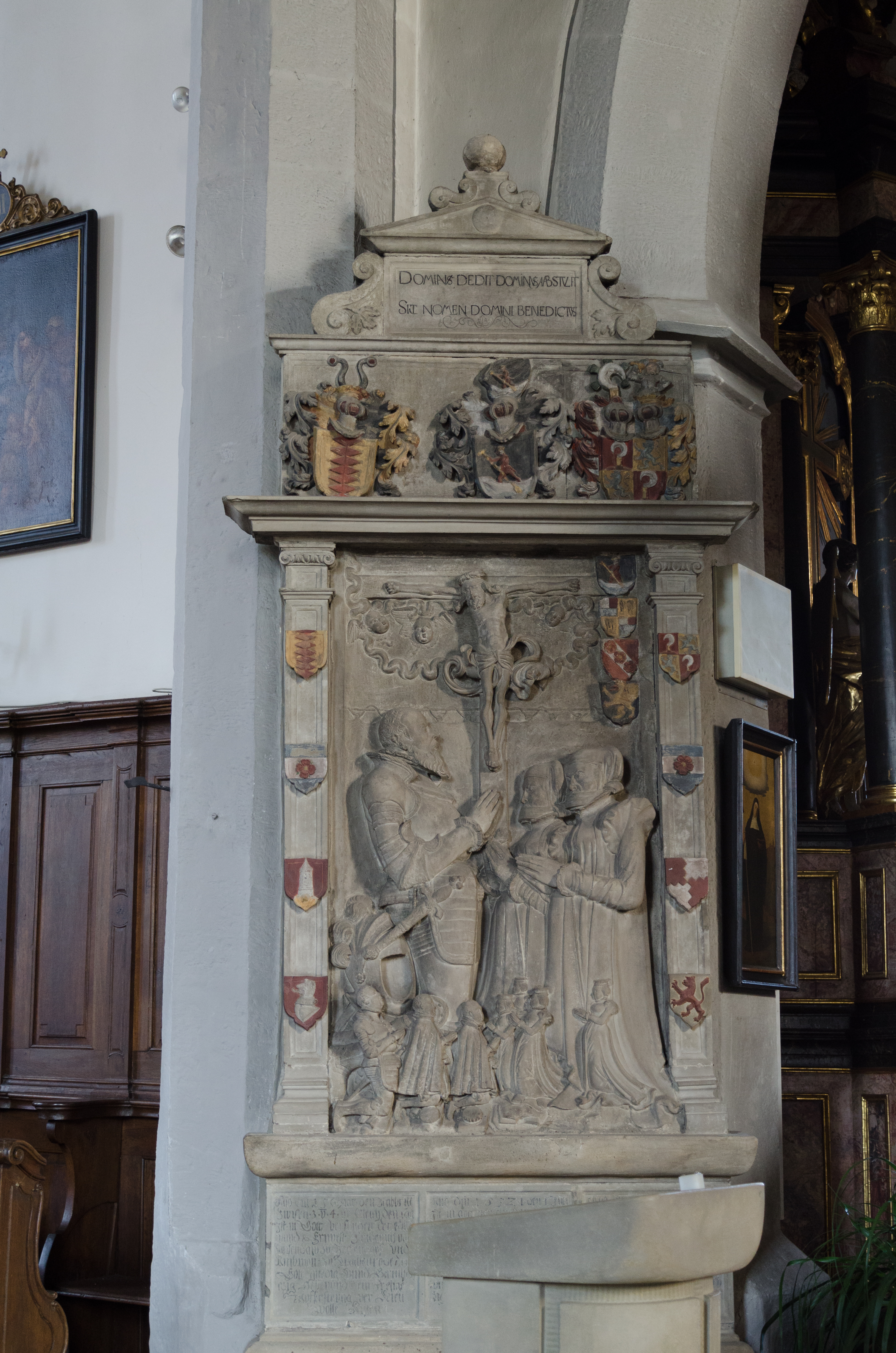
Epitaph des Friedrich von Wiesenthau

Die römisch-katholische Pfarrkirche St. Kilian ist eine gotische Hallenkirche in Scheßlitz im oberfränkischen Landkreis Bamberg. Sie gehört zur Pfarrei St. Kilian Scheßlitz im Dekanat Hallstadt/Scheßlitz des Erzbistums Bamberg.

## Geschichte und Architektur
Die unteren Turmgeschosse stammen von einem Vorgängerbau vom Ende des 13./Anfang des 14. Jahrhunderts. Der Chor wurde um 1400 neu erbaut, das Langhaus in der ersten Hälfte des 15. Jahrhunderts, wobei eine ältere Friedhofskapelle mit der Jahreszahl 1449 als Beichtkapelle einbezogen wurde. Der Turm wurde 1571 erhöht, das Langhaus um 1624 durch Hans (oder Johannes) Bonalino eingewölbt; ein Schlussstein ist mit einem Steinmetzzeichen HB versehen.
Die sehr stattliche Kirche zeigt am Außenbau Strebepfeiler und ein umlaufendes Kaffgesims. Die Staffelhalle von vier Jochen ist im Inneren durch ein Netzgewölbe mit Gipsrippen abgeschlossen, die Arkaden werden durch Rundpfeiler gestützt. Der eingezogene Chor von zwei Jochen endet in einem Dreiachtelschluss, die Dienste des Kreuzrippengewölbes enden über Konsolen. Die Beichtkapelle mit Netzgewölbe ist mit einer Portalvorhalle des 16. Jahrhunderts versehen. Im Westjoch ist eine steinerne Empore eingebaut.

## Ausstattung
Das Hauptstück der prachtvollen Ausstattung ist der Hochaltar mit klassizistischen Anklängen aus dem Jahr 1787 von Johann Bernhard Kamm unter Verwendung des alten Altars aus dem Jahr 1719. Das Altarblatt mit einer Darstellung des Martyriums des Titelheiligen wurde 1780 von Andreas II. Mattenheimer geschaffen. Die Seitenaltäre und der Altar der Beichtkapelle stammen aus dem Jahr 1752 von Franz Anton Thomas. Die wohlgestaltete Kanzel wurde um 1780 wie der Aufbau mit der Taufe Christi hinter dem Taufstein von Kamm geschaffen. Das Chorgestühl wurde 1782 gearbeitet. Zahlreiche Barockfiguren und Kreuzwegstationen aus der zweiten Hälfte des 18. Jahrhunderts ergänzen die Ausstattung.
Im Chor ist ein bedeutendes Epitaph Truhendingen mit dem Bild des Verstorbenen in Brünne und Plattenpanzer und seiner aus der Zeit um 1360 aufgestellt, beachtenswert ist die Umarmungsgeste des Verstorbenen. Grabmäler für Friedrich von Wiesenthau († 1569) am Chorbogen und für Wolf Dietrich von Wiesenthau († 1575) in der Beichtkapelle stellen die Verstorbenen und ihre Frauen vor der Gekreuzigten dar und wurden möglicherweise von Veit Baumhauer geschaffen. Außen am Chorhaupt ist ein Kruzifix aus der zweiten Hälfte des 14. Jahrhunderts, eine Deësis aus der Mitte des 14. Jahrhunderts und eins rustikal gearbeitete Ölberggruppe aus der Zeit um 1700 in einer offenen Kapelle aus der Degler-Werkstatt angebracht.
Die Orgel ist ein Werk der Firma E.F. Walcker & Cie. Ludwigsburg aus dem Jahr 1961 mit 31 Registern auf zwei Manualen und Pedal.